# Wicca
Wicca (pronunție românească: /wika/; pronunție englezească: /ˈwɪkə/) este o religie neopăgână ce acordă o importanță majoră naturii. Mai este denumită Vrăjitorie (Witchcraft) sau Meșteșugul (the Craft). A fost popularizată în 1954 de către Gerald Gardner, un pensionar, fost funcționar public britanic. La vremea aceea, Gardner folosea termenii de "cult vrăjitoresc" și "Vrăjitorie" referindu-se la această religie, iar cei ce o practicau erau denumiți în mod colectiv "Wica", de la un cuvânt englezesc ce însemna "vrăjitorime".
În prezent, cei ce urmează această religie sunt numiți wiccani. Religia se axează pe venerarea unei Zeițe (văzută în mod tradițional ca fiind Zeița Întreită) și a unui Zeu (în mod tradițional, Zeul Încornorat). În unele accepțiuni, cei doi apar ca și aspecte ale unei singure Divinități de natură panteistă, manifestându-se sub forma mai multor zeități politeiste. Alte trăsături ale religiei wicca sunt folosirea rituală a magiei, codul moral și cele opt sărbători din cursul anului, care reflectă schimbarea anotimpurilor. Există mai multe sub-curente wicca, denumite tradiții. Credințele și ritualurile fiecărei tradiții variază în diferite măsuri.

## Credințe

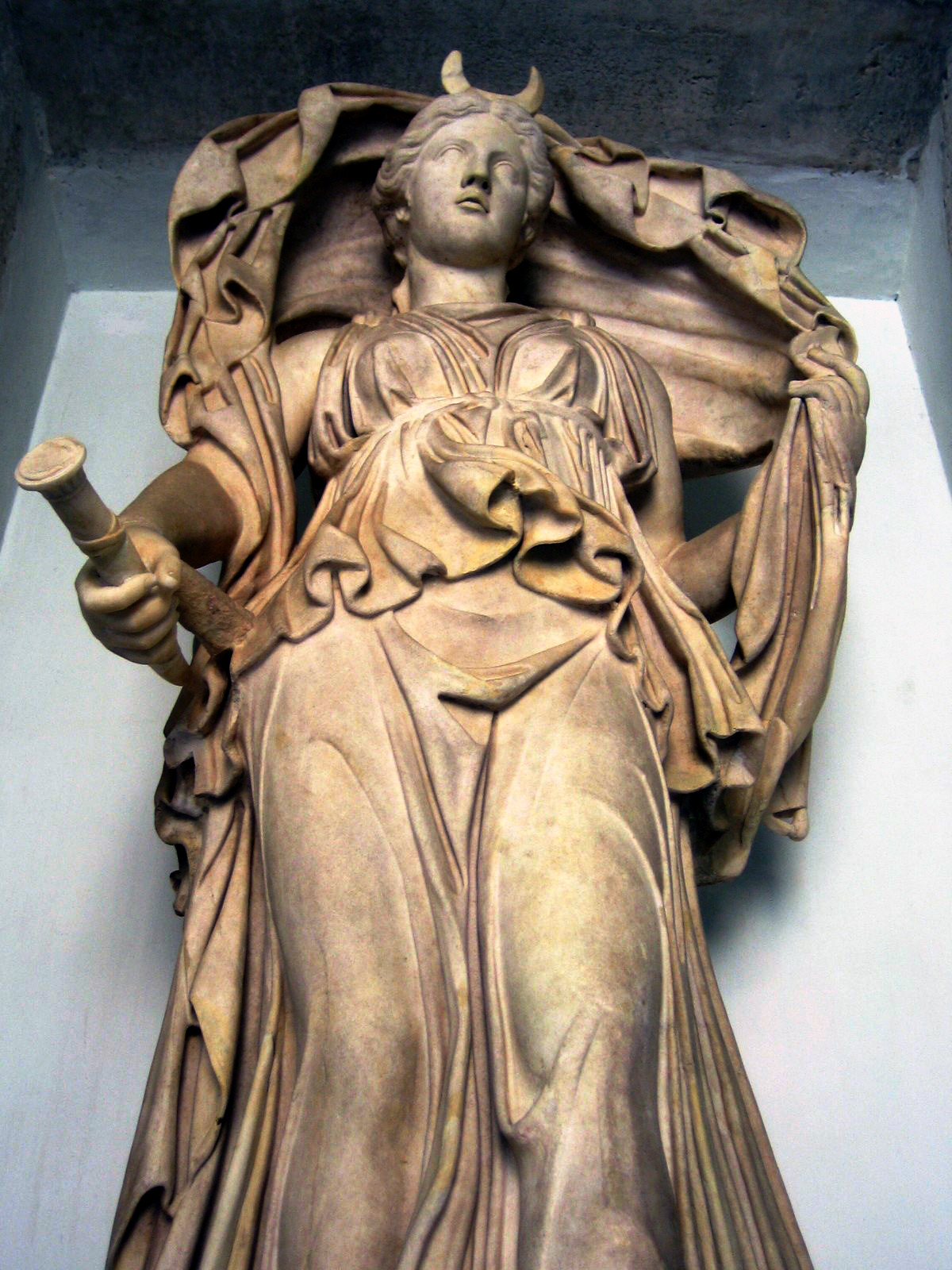
Zeița greco-romană Selena, una din multele zeițe care sunt privite ca fiind un aspect al Zeiței

### Teologie
În linii mari, se poate spune că marea majoritatea a wiccanilor venerează o Zeiță și un Zeu. Există mai multe interpretări teologice ale naturii acestora, prin prisma panteismului (adică cei doi sunt aspecte duale ale unei singure divinități), a dualismului (cei doi reprezintă forțe total opuse) sau a politeismului (cei doi se manifestă sub forma mai multor zeități mai mici). În unele accepțiuni panteiste și dualiste, zeități din diverse culturi sunt considerate aspecte ale Zeiței și Zeului. Pe de altă parte, există și puncte de vedere monoteiste în cadrul wicca, conform cărora există o singură divinitate. Conform unor tradiții, această divinitate este Zeița, pe când în alte tradiții se consideră că de fapt divinitatea este lipsită de gen. Există și wiccani atei sau agnostici, care nu cred în divinități propriu-zise ci consideră că zeii sunt arhetipuri construite de mintea umană și cu care se poate interacționa.
Conform wiccanilor Janet și Stewart Farrar, care abordau teologia dintr-un punct de vedere panteist, dualist și animist, "pentru wiccani, întreg universul este viu, de la cel mai înalt nivel și până la cele mai mici componente", dar "o astfel de abordare organică a cosmosului nu poate fi pe deplin exprimată și trăită fără conceptul de Zeu și Zeiță. Orice fenomen este însoțit de polarizare. Așadar la cel mai înalt nivel creator, cel al Divinității, polarizarea trebuie să fie exprimată cel mai clar și cel mai puternic, de unde se răsfrânge și la nivelurile microcosmice mai joase."

### Zeul și Zeița
Majoritatea wiccanilor consideră wicca o religie dualistă care venerează atât un Zeu, cât și o Zeiță. Cei doi sunt considerați forțe opuse, complementare (asemănător cu ideea taoistă de Yin și Yang) și "întrupări ale forței vitale a naturii". Unii wiccani consideră această polarizare pur simbolică, pe când alții consideră că Zeul și Zeița sunt entități cu adevărat separate. Zeița este deseori asociată cu Pământul (Marea Mamă) sau cu Luna, iar Zeul este asociat cu Soarele.

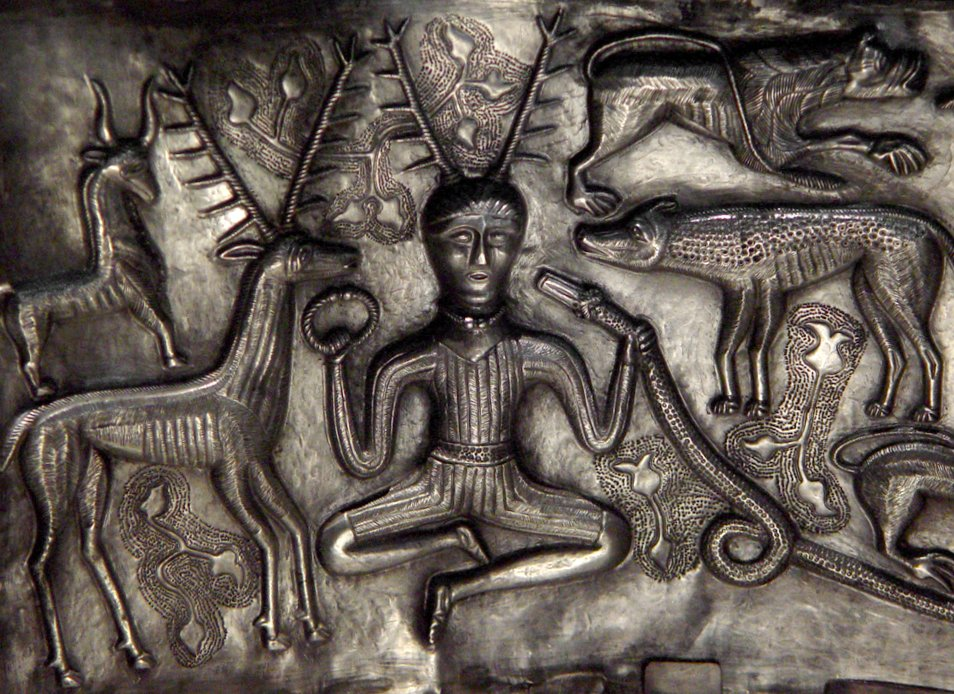
Zeul celtic Cernunnos, reprezentat pe vasul Gundestrup (sec. I î.Hr.)

Zeul este văzut în mod tradițional ca un Zeu Încornorat, și este asociat cu natura, sălbăticia, sexualitatea, vânătoarea și ciclul vieții. Este cunoscut sub diferite nume în wicca, în funcție de tradiție: Cernunnos, Pan, Atho, Karnayna ș.a. Cu toate că Zeul nu este considerat a fi Satana, o entitate asociată cu răul în cadrul religiei creștine, un număr mic de wiccani folosește denumiri atribuite Satanei, de exemplu Lucifer (termen latin care înseamnă "purtător de lumină"), aducând astfel aminte de acuzațiile din vremurile când vrăjitoarele erau persecutate. Alteori Zeul este văzut ca Omul Verde, o figură foarte răspândită în arta și arhitectura europeană. În această ipostază este deseori asociat cu natura. Este văzut și ca Zeul Soare, mai ales cu ocazia sărbătorii solstițiului de vară. Într-o altă accepțiune, Zeul apare ca Regele Stejar, care e domnul primăverii și al verii, iar apoi ca Regele Laur, domnul toamnei și al iernii.
Zeița apare de obicei sub forma Zeiței Întreite, luând succesiv forma Fecioarei, a Mamei și a Bătrânei, fiind asociată cu puritatea, fertilitatea, respectiv înțelepciunea. Deseori, cele trei forme sunt puse în corespondență cu fazele Lunii, iar Zeița este văzută astfel ca o divinitate a Lunii. În această ipostază este cunoscută și ca Diana, după numele zeiței romane. Unii wiccani consideră că Zeița este cea mai importantă, deoarece ea cuprinde totul și naște totul. Zeul este sămânța vieții și a inspirației aflată în ea și îi este în același timp amant și copil. Această concepție stă la baza organizării tradiționale a comunităților de wiccani (în limba engleză, coven). Unele tradiții wiccane, mai ales în cele misandriste, consideră Zeița perfectă și întreagă în sine însuși și nu acordă deloc atenție Zeului. Totuși, această practică a fost criticată de membrii celorlalte tradiții wiccane, mai feministe adica egalitare. Și Zeul este văzut uneori sub formă întreită ca Fiu, Tată și Bătrân, viziune care are probabil la bază natura complementară a Zeului și a Zeiței.

### Aspecte politeiste
Percepția dualistă a Zeiței și a Zeului este deseori extinsă în așa fel încât devine un fel de panteism dualist. În cuvintele ocultisului Dion Fortune, "toți zeii sunt un singur zeu, toate zeițele sunt o singură zeiță". Pe scurt, zeii și zeițele din toate religiile sunt de fapt manifestări ale unui singur Zeu și, respectiv, ale unei singure Zeițe. De exemplu, un wiccan poate considera că zeița germanică Eostre, cea hindusă Kali și Fecioara Maria sunt forme ale aceleiași Zeițe supreme. Prin analogie, zeul celtic Cernunnos, cel grec Dionisos și Dumnezeul iudeo-creștin pot fi priviți ca aspecte ale unui singur Zeu.
Alte abordări înclină mai mult spre politeism și consideră că zeii și zeițele sunt entități separate. Abordările panteiste văd zeitățile nu ca persoane ad litteram ci ca arhetipuri metaforice sau ca forme de energie.
Deși aceste concepte asupra divinității par a fi foarte diferite una de cealaltă, ele nu se exclud reciproc. Unii wiccani consideră că e mai benefic să adopte una sau alta în funcție de circumstanță.

### Aspecte animiste
Wicca este la bază o religie care crede în imanența esenței divine, iar pentru unii wiccani acest lucru implică și elemente de animism. O credință foarte importantă în unele tradiții wiccane este că Zeița și Zeul (sau zeițele și zeii) se pot întrupa, cel mai adesea prin intermediul Preoteselor sau a Preoților în cadrul unor ritualuri specifice.

### Viața de apoi
Părerile despre viața de apoi sunt diversificate. Totuși, o accepțiune larg răspândită este cea a reîncarnării. Raymond Buckland susține că sufletul se reîncarnează în membri ai aceleaiși specii de mai multe ori, scopul fiind de a învăța și de a avansa sufletește, dar aceasta nu este o credință universală printre wiccani. O zicală wiccană spune că "dacă ai fost o dată vrăjitoare, ești pe vecie o vrăjitoare" (în original în engleză "once a witch, always a witch"), care sugerează faptul că wiccanii ar fi reîncarnările altor wiccani.
De obicei, wiccanii care cred în reîncarnare cred că, înainte de a reveni în lume, sufletul se odihnește puțin în Cealaltă Lume sau Lumea Verii, pe care Gardner o denumește "extazul Zeiței". Mulți wiccani cred că pot vorbi cu spiritele morților din Cealaltă Lume prin intermediul mediumurilor sau a tablelor ouija, mai ales de sărbătoarea Samhain. Unii însă condamnă aceste practici; de exemplu, Marele Preot Alex Sanders a spus "Morții sunt morți, lăsați-i în pace". Această credință este inspirată probabil din spiritualism, care era în vogă în vremea lui Gardner și cu care acesta a avut de-a face.
Cu toate că există anumite credințe legate de viața de apoi, wicca nu insistă prea mult cu aceasta, ci se concentrează pe viața prezentă. Istoricul Ronald Hutton a observat că "atitudinea adoptată instinctiv de majoritatea vrăjitorilor păgâni pare a fi că dacă te bucuri cât mai mult de viața prezentă, acest lucru se va reflecta mai mult sau mai puțin și în viața de apoi, așa că merită mai mult să te concentrezi asupra prezentului".

### Magia
Wiccanii cred în existența magiei și că aceasta poate fi manipulată sub forma vrăjitoriei. Uneori cuvântul apare scris în engleză magick (spre deosebire de grafia obișnuită magic), un termen inventat de ocultistul Aleister Crowley și care face însă trimitere mai mult la religia Thelema decât la wicca. Vrăjile wiccane sunt efectuate în cadrul unui ritual, într-un cerc sacru. Scopul este de a determina producerea unor efecte reale. Printre cele mai obișnuite vrăji wiccane se numără cele de vindecare, de dragoste, de fertilitate și de înlăturare a influențelor negative.
Natura ceremonială, ritualică a magiei este acceptată de mulți wiccani. De pildă, Aleister Crowley a afirmat că magia este "știința și arta de a produce schimbări după voința [practicantului]", iar MacGregor Mathers a spus că magia este "știința controlării forțelor secrete ale naturii". Magia este considerată o lege a naturii ce încă nu a fost înțeleasă de știința modernă. Ca atare, nu este considerată un fenomen supranatural, ci ca o manifestare a "marilor puteri imanente naturalului", după cum spune Leo Martello. Unii wiccani consideră că magia înseamnă folosirea la maxim a tuturor celor cinci simțuri, cu rezultate suprinzătoare, pe când alți wiccani nu pretind că știu cum funcționează magia, ci doar cred în ea deoarece i-au resimțit efectele.
Mulți wiccani din perioada timpurie, cum ar fi Alex Sanders și Doreen Valiente, și-au numit practicile "magie albă", spre a fi în opoziție cu "magia neagră" asociată în opinia lor răului și satanismului. Sanders a folosit și termenii "calea mâinii stângi" pentru magia răuvoitoare, respectiv "calea mâinii drepte" pentru magia binevoitoare. Unii wiccani contemporani descurajează însă aceste dihotomii; un exemplu de argument adus este că negrul ca și culoare nu ar trebui să fie asociat cu răul.
Cercetătorii Rodney Stark și William Bainbridge au susținut în 1985 că wicca "a răspuns secularizării cu o întoarcere hotărâtă înspre magie" și că este o religie reacționară ce va dispărea în curând. Istoricul Ronald Hutton a criticat această opinie în 1999 spunând că dovezile arată contrariul și că "un mare număr [de wiccani] lucrează în domenii foarte avansate [ale culturii științifice], de exemplu în domeniul calculatoarelor".

### Codul moral
Nu există un cod moral sau etic împărtășit de toate tradițiile wiccane. Totuși, majoritatea wiccanilor urmează Sfatul Wiccan: "de pe nimeni nu rănește, fă cum inima-ți poftește" (în engleză în original The Wiccan Rede: an harm it none, do what ye will). Interpretarea cea mai răspândită vede în această propozițe o declarație a libertății de acțiune corelată cu nevoia de a-și asuma responsabilitatea propriilor acțiuni și nevoia de a reduce la minim răul făcut altora și sieși. Un alt element important al codului moral wiccan este Legea triplei reîntoarceri, conform căreia orice faptă bună sau rea se va întoarce persoanei care a făcut-o cu o putere de trei ori mai mare, asemănător ideii de karma. Sfatul și Legea au fost ideile lui Gerald Gardner și au fost adoptate ulterior și de alte tradiții.
De asemenea, mulți wiccani încearcă să urmeze calea virtuților menționate de Doreen Valiente în Charge of the Goddess. Acestea sunt veselia, respectul, onoarea, modestia, puterea, frumusețea și compasiunea. Valiente ordonează aceste virtuți în perechi complementare, reflectând astfel dualismul frecvent întâlnit în cultul wiccan. Unii wiccani aparținând unor tradiții mai vechi respectă și un set de 161 Legi wiccane, denumite și Legile meșteșugului (în engleză în original Craft Laws) sau Ardanes. Valiente, una dintre primele mari preotese din tradiția gardneriană, a comentat că aceste legi au fost cel mai probabil inventate de Gerald Gardner însuși în limbaj arhaic ca urmare a conflictelor interne în coven-ul său din Bricket Wood.
Inițial Gerald Gardner a dat dovadă de animozitate față de homosexualitate, susținând că atrage "blestemul Zeiței", însă în prezent aceasta se bucură de acceptare în rândul tuturor tradițiilor wiccane.

### Cele cinci elemente
Wiccanii cred în existența celor cinci elemente în mod metaforic (nu literal ca în Grecia antică). Elementele sunt considerate reprezentări ale stărilor de agregare ale materiei. Multe ritualuri magice presupun invocarea elementelor, cel mai important fiind sfințirea cercului magic. Cele cinci elemente sunt aerul, focul, apa și pământul, alături de spirit, care le unește pe primele patru.
Diverși autori au folosit mai multe analogii pentru a explica acest concept. De pildă, wiccana Ann-Marie Gallagher l-a descris prin comparație cu un arbore. Un arbore e format din pământ (sol și materie vegetală), apă (sevă și umezeală), foc (corespondentul fotosintezei) și aer (producerea de oxigen din dioxid de carbon). Toate acestea sunt unite prin spirit.
Fiecare element este asociat unui punct cardinal: aerul cu estul, focul cu sudul, apa cu vestul, pâmântul cu nordul și spiritul cu mijlocul. Totuși, unii wiccani, cum ar fi Frederic Lamond, susțin că aceste asocieri sunt valabile doar în cazul geografiei Angliei de sud, unde s-a dezvoltat wicca, și că wiccanii ar trebui să le adaptezii specificului geografic al regiunii în care se află. De exemplu, locuitorii coastei de est din America de Nord ar trebui să invoce apa nu dinspre vest, ci dinspre est, adică dinspre Oceanul Atlantic.

## Obiceiuri

### Practici rituale
Wiccanii folosesc mai multe ritualuri când practică magia sau când sărbătoresc anumite ocazii. De obicei, coven-ul (sau practicantul singur) pregătește și purifcă ritualic un cerc magic. Pregătirea cercului implică de obicei invocarea "Paznicilor" punctelor cardinale, împreună cu elementul corespondent fiecăruia: aer, foc, apă și pământ. Odată cercul pregătit, se poate trece la efectuarea unui ritual potrivit anotimpului, la adresarea de rugăciuni Zeului și Zeiței sau la magie.

### Unelte
Ritualurile wicca presupun utilizarea unor unelte magice speciale. Printre acestea se numără un cuțit neascuțit numit athame, o baghetă, o amuletă și o cupă. În plus, de multe ori se folosește și o mătură, un cazan, lumânări, tămâie și un cuțit mai mic cu lama curbată, denumit boline. În cercul magic se află de obicei un altar pe care se așază aceste unelte. Aici se pot pune și obiecte reprezentând Zeul și Zeița. În unele tradiții se obișnuiește ca, înainte de intrarea în cercul magic, practicanul să țină post în acea zi și/sau să se îmbăieze inainte de ritual. După terminarea ritualurilor, se adresează mulțumiri Zeului, Zeiței și Paznicilor, iar apoi se închide cercul magic.
Un aspect controversat al wicca, mai ales în tradiția gardneriană, este obiceiul unor practicanți de a fi goi când efectuează ritualuri. În limba engleză se folosește termenul skyclad ("înveșmântat doar cu cerul"). Totuși, când lucrează îmbrăcați, wiccanii poartă robe prinse cu curele la brâu, haine cu aspect medieval sau chiar și haine normale.

### Roata anului
Roata anului reprezintă cele opt sărbători celebrate de wiccani în cursul anului și cunoscute sub denumirea de sabbaturi. Patru dintre acestea sunt sabbaturi mari și coincid cu vechile date când celții sărbătoreau festivalurile focului. În 1958 coven-ul din Bricket Wood a adoptat sabbaturile mici, cele ce cad de solstiții și echinocții. Numele date acestor sărbători sunt deseori inspirate din păgânismul germanic sau celtic, dar trebuie observat că ele nu sunt reconstituiri ale acestora, ci înclină mai degrabă spre o formă de universalism. Practicile rituale ocazionate de sabbaturi pot prezenta trăsături specifice culturilor din care și-au primit numele, dar și influențe venite din culturi complet diferite.
Lista celor opt sabbaturi începe cu Samhain, considerat a fi Anul Nou celtic
- Samhain - Marele sabbat al morților (1 noiembrie)
- Yule - Micul sabbat al solstițiului de iarnă
- Imbolc - Mare sabbat (2 februarie)
- Ostara - Micul sabbat al echinocțiului de primăvară
- Beltane (în română, Armindeni) - Mare sabbat (1 mai)
- Litha (în română, Sânzienele sau Drăgaica) - Micul sabbat al solstițiului de vară
- Lughnasadh sau Lammas - Marele sabbat al recoltei (1 august)
- Mabon - Micul sabbat al echinocțiului de toamnă

### Rituri de trecere
În wicca se găsesc numeroase rituri de trecere. Poate cel mai important este ritul de inițiere, prin care o persoană se alătură religiei wiccane. În tradițiile bazate pe învățăturile lui Gerald Gardner exista un proces complex de inițiere bazat pe grade. Conform lui Gardner, trebuie să treacă un an și o zi între momentul când persoana interesată începe să studieze Meșteșugul și momentul inițierii, însă Gardner a încălcat această regulă frecvent cu persoanele pe care le-a inițiat.
Un alt rit practicat de wiccani este cel de împreunare a mâinilor (în engleză în original handfasting), după cum sunt cunoscute căsătoriile în această religie. Unii wiccani se căsătoresc de probă timp de un an și o zi cu ocazia sabbatului Lughnasadh, după un vechi obicei irlandez. Un jurământ adeseori folosit este cel conform căruia căsătoria va dura "atât cât va dăinui dragostea", spre deosebire de varianta creștină "până când moartea ne va despărți".
Copiii născuți în familii wiccane pot fi supuși unui ritual asemănător botezului (în engleză în original wiccaning). Scopul acestui ritual este de a pune copilul sub protecția Zeului și a Zeiței. Copilul nu este însă obligat să se alăture religiei dacă nu dorește acest lucru atunci când crește mare, având în vedere importanța liberului arbitru în wicca.

### Cartea Umbrelor
În wicca nu există un set de scrieri sfinte asemănător Bibliei creștine sau Coranului islamic, cu toate că există anumite texte considerate importante de mai multe tradiții. Gerald Gardner a folosit o carte ce cuprindea mai multe texte, denumită Cartea Umbrelor, pe care o modifica sau o completa deseori. Această carte a preluat texte din diverse surse, cum ar fi Aradia - Evanghelia vrăjitoarelor, de Charles Godfrey Leland (1899) sau lucrările ocultistului Aleister Crowley (sec. XIX-XX). Cartea cuprinde și poezii scrise de Gardner și de Marea Preoteasă Doreen Valiente, dintre care cea mai cunoscută este Charge of the Goddess.
Cartea cuprindea instrucțiuni cu privire la desfășurarea ritualurilor și vrăjilor. Intenția lui Gardner a fost ca fiecare copie a Cărții Umbrelor să fie diferită, deoarece fiecare practicant ar fi copiat cartea de la cel ce l-a inițiat, dar modificând ceea ce personal considera că nu îi este de ajutor. Totuși, în zilele noastre, mulți wiccani(de obicei au ochii verzi) din tradiția gardneriană, mai ales din Statele Unite, au păstrat o copie identică celei copiate de Marea Preoteasă Monique Wilson de la Gardner însuși. Cartea Umbrelor trebuia să fie un secret al celor inițiați în tradiția gardneriană, însă unii autori au publicat părți din aceasta. Printre ei se numără Charles Cardell, Lady Sheba, Janet Farrar and Stewart Farrar.
În ziua de azi, mulți wiccani care nu aparțin respectivei tradiții au adoptat conceptul de Carte a Umbrelor. Unii practicanți solitari își fac propria Carte a Umbrelor, care poate sau nu să conțină fragmente din Cartea Umbrelor gardneriană. Pe de altă parte, există și tradiții în care practicile rituale nu sunt păstrate în scris și în care o Carte a Umbrelor nu își are rostul.

### Simboluri

Simbolul Zeiței Întreite este compus din Luna în creștere, Luna plină și Luna în descreștere

Wiccanii folosesc diferite simboluri, la fel cum creștinii folosesc crucea și evreii steaua lui David. Cel mai important dintre acestea este pentagrama, ale cărei cinci colțuri simbolizează cele cinci elemente, precum și ideea că ființa umană, cu cele cinci extremități, este o reprezentare la nivel microcosmic a universului. Alte simboluri întâlnite în wicca sunt triquetra și cele trei Luni reprezentând Zeița Întreită.